# Delphininae
Delphininae – podrodzina ssaków wodnych z rodziny delfinowatych (Delphinidae).

## Podział systematyczny
Do podrodziny należą następujące rodzaje:
- Sotalia J.E. Gray, 1866 – sotalia
- Sousa J.E. Gray, 1866 – garbogrzbiet
- Tursiops P. Gervais, 1855 – butlonos
- Stenella J.E. Gray, 1866 – delfinek
- Delphinus Linnaeus, 1758 – delfin
- Lagenodelphis F.C. Fraser, 1956 – delfiniak – jedynym przedstawicielem jest Lagenodelphis hosei F.C. Fraser, 1956 – delfiniak malajski